# أليكس كاباجنوت
أليكس كاباجنوت مواليد 8 ديسمبر 1982 في كيزون، هو لاعب كرة سلة فلبيني. بدأ مسيرته الاحترافية في سنة 2005. يلعب مع فريق سان ميغيل بيرمن في الرابطة الفلبينية لكرة السلة كلاعب هجوم خلفي. يحمل الرقم 5. يبلغ طوله 6 قدم 0 بوصة (1.8 م).

## المسيرة الاحترافية
لعب مع باوريد تايغرز من سنة 2007 إلى 2009، ثم لعب مع باراكو بول إنرجي في موسم 2009–2010، ثم انضم إلى سان ميغيل بيرمن في سنة 2010.